# Bồ kết nước
Gleditsia aquatica là một loài thực vật có hoa trong họ Đậu. Loài này được Marshall miêu tả khoa học đầu tiên.

## Hình ảnh

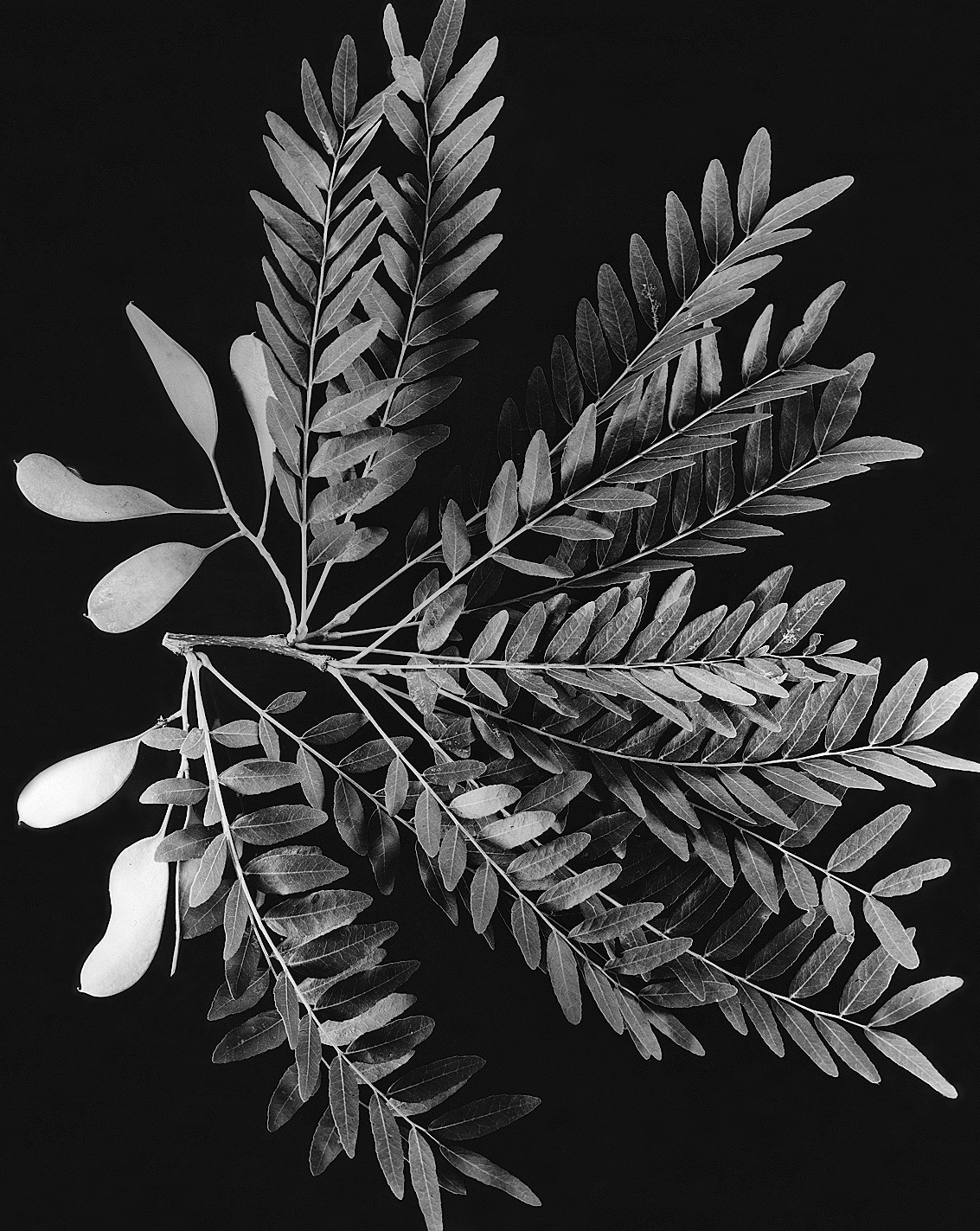
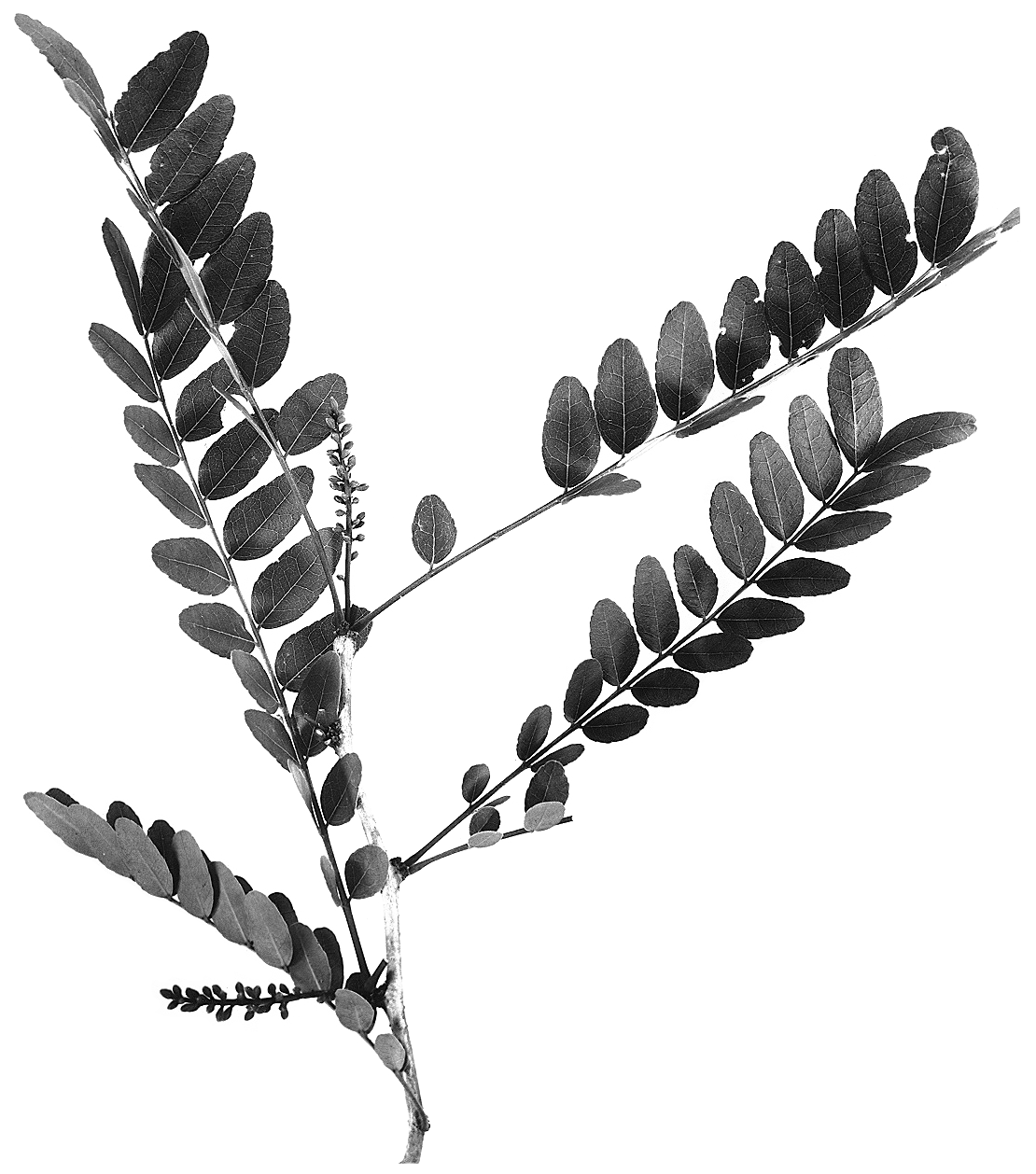